# Mohamed Nasheed
Mohamed „Anni” Nasheed (div. މުހައްމަދު ނަޝީދު) (ur. 17 maja 1967 w Male) – malediwski polityk, parlamentarzysta i spiker parlamentu od 2019, założyciel i były przewodniczący opozycyjnej Demokratycznej Partii Malediwów (2005–2008). Pierwszy demokratycznie wybrany prezydent Malediwów od 11 listopada 2008 do 7 lutego 2012.

## Edukacja
Mohamed Nasheed urodził się w 1967 w Male. Ukończył szkołę podstawową na Malediwach. Edukację na poziomie średnim kontynuował w szkole Overseas School of Colombo w Kolombo na Sri Lance (1981-1982), a następnie w szkole Dautsey’s School w Wiltshire w Wielkiej Brytanii (1982-1984). W latach 1984–1989 studiował nauki morskie na Liverpool John Moores University w Liverpoolu.
Tuż po zakończeniu studiów powrócił do kraju i rozpoczął pracę w Ministerstwie Transportu. W styczniu 1990 został dziennikarzem w gazecie Sangu.

## Praca dziennikarska i represje
W swoich artykułach krytykował politykę i długoletnie rządy prezydenta Maumoona Abdula Gayooma. Doprowadziło to do likwidacji gazety. Za krytykę reżimu został w 1991 zatrzymany. W kwietniu 1992 został skazany na trzy lata więzienia za „zatajanie informacji”. W czerwcu 1993 opuścił więzienie, jednak w 1994 oraz w 1995 był powtórnie zatrzymywany. W 1996 został skazany na dwa lata więzienia za artykuł krytyczny względem władz.
W 1997 Amnesty International uznała go więźniem sumienia. W czasie pobytu w więzieniu był poddawany torturom przez służbę bezpieczeństwa, m.in. odmawiano mu snu i polewano wodą, karmiono jedzeniem z pokruszonym szkłem czy wystawiano na zewnątrz przywiązanego do krzesła na kilkanaście dni.

## Działalność polityczna
W lutym 2000 został wybrany do parlamentu z okręgu Male. Jednak już w 2001 wysunięto przeciwko niemu zarzuty "kradzieży własności państwowej" z rezydencji byłego prezydenta Ibrahima Nasira i nałożono 2,5-letni zakaz pełnienia funkcji publicznych.
W listopadzie 2003 opuścił Malediwy i udał się do Sri Lanki. Tam 10 listopada 2003 wziął udział w powołaniu Malediwskiej Partii Demokratycznej (MDP, Maledivian Democratic Party). Już wcześniej, w lutym 2001, był jednym z sygnatariuszy powołania ugrupowania, jednakże ówczesne władze Malediwów odrzuciły wniosek o rejestrację partii.
Na Malediwy powrócił 30 kwietnia 2005. 2 czerwca 2005 Malediwska Partia Demokratyczna uzyskała zgodę parlamentu na swoją działalność i 26 czerwca 2005 została oficjalnie zarejestrowana. W grudniu 2005 Nasheed został wybrany przewodniczącym MDP, którym pozostał do lutego 2008.
12 sierpnia 2005, w celu uczczenia rocznicy „Czarnego piątku” (stłumienie siłą demonstracji, zorganizowanej po uwięzieniu działaczy opozycyjnych), wraz z pozostałymi działaczami MDP, był organizatorem protestu na Placu Republikańskim w Male. Po kilku godzinach protestujący zostali siłą usunięci z placu i uwięzieni w siedzibie służb bezpieczeństwa. W odpowiedzi, w stolicy wybuchły trzydniowe zamieszki, spacyfikowane ostatecznie przez siły wojskowe. 23 sierpnia 2006, za swój udział w demonstracji, został oskarżony o „terroryzm, wrogą działalność i podburzanie do przemocy przeciw prezydentowi”. Został osadzony w areszcie domowym, w którym pozostał do 21 września 2006.

## Wybory prezydenckie w 2008

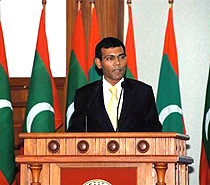
Prezydent Mohamed Nasheed, 2009

Ze względu na coraz częstsze protesty społeczne i głosy domagające się demokratyzacji kraju, prezydent Gayoom postanowił zorganizować 18 sierpnia 2007 referendum na temat systemu rządów na Malediwach. Wyborcy mieli dokonać wyboru pomiędzy dotychczasowym systemem prezydenckim, preferowanym przez Gayooma, a systemem parlamentarnym, popieranym przez Malediwską Partię Demokratyczną. Według oficjalnych wyników, 62% głosujących opowiedziało się za prezydencką formą sprawowania władzy.
7 sierpnia 2008 prezydent Gayoom podpisał nową konstytucję, uchwaloną wcześniej przez parlament. Nowa konstytucja wprowadzała po raz pierwszy wielopartyjne wybory prezydenckie.
14 kwietnia 2007 Malediwska Partia Demokratyczna wybrała Mohameda Nasheeda swoim kandydatem w wyborach prezydenckich w 2008. Pierwsze demokratyczne wybory prezydenckie na Malediwach odbyły się 8 października 2008. W pierwszej turze głosowania Nasheed zmierzył się z 5 innymi kandydatami. Zajął w niej drugie miejsce z wynikiem 24,9% głosów poparcia, za urzędującym prezydentem Maumoonem Abdulem Gayoomem, który zdobył 40,3% głosów.
Po pierwszej turze wyborów otrzymał poparcie od wszystkich pozostałych kandydatów opozycji. W drugiej turze wyborów, która miała miejsce 28 października 2008, pokonał prezydenta Gayooma, zdobywając 53,65% głosów. Urząd trzeciego, a pierwszego demokratycznie wybranego, prezydenta Malediwów objął 1 listopada 2008.

## Prezydentura
17 października 2009 prezydent Nasheed, wraz z 11 ministrami swego gabinetu, odbył posiedzenie rządu cztery metry pod powierzchnią wody. Wydarzenie to miało na celu zwrócenie uwagi opinii publicznej i decydentom na całym świecie na problem ocieplania się klimatu i związanego z tym podnoszenia się poziomu mórz i oceanów, zagrażającym wielu wyspiarskim państwom.
Po objęciu urzędu przez Nasheeda w kraju dochodziło do napięć między organami władzy wykonawczej i ustawodawczej. Dysponująca większością mandatów w parlamencie partia byłego prezydenta Gayooma skutecznie blokowała politykę legislacyjną rządu. W czerwcu 2010, po oskarżeniach parlamentu o sabotowanie działań gabinetu, do dymisji podało się w proteście 13 ministrów. W lipcu 2010 zostali oni jednak ponownie zaprzysiężeni na stanowiskach.
1 maja 2011 na wyspach doszło do wybuchu kilkudniowych masowych protestów społecznych przeciwko pogarszającej się sytuacji życiowej, złej sytuacji gospodarczej kraju oraz wzrostowi cen. W Male doszło do starć demonstrujących z policją. Rząd o podsycanie niepokojów społecznych oskarżył opozycję na czele z partią byłego prezydenta Gayooma. Demonstrujący domagali się dymisji prezydenta, zarzucając mu prowadzenie nieskutecznej polityki gospodarczej.
W styczniu 2012 na Malediwach doszło do wybuchu kryzysu politycznego i kolejnych antyrządowych protestów po tym, jak na wniosek rządu armia 16 stycznia 2012 aresztowała sędziego Abdullę Mohameda pod zarzutami korupcji i stronniczości. Przeciwko jego aresztowaniu zaprotestowała opozycja na czele z byłym prezydentem Gayoomem, która uznała działania rządu za sprzeczne z konstytucją. W proteście przeciwko aresztowaniu sędziego na ulice stolicy wyszło tysiące demonstrujących, protestujących przy tej okazji również przeciwko złej sytuacji gospodarczej. Wśród nich znajdowało się wielu zwolenników partii opozycyjnych.
7 lutego 2012 do demonstrujących przyłączyła się część oddziałów policji, która opanowała m.in. siedzibę publicznej telewizji, rozpoczynając nadawanie propagandowych treści na rzecz byłego prezydenta Gayooma. Policja i demonstrujący próbowali opanować także siedzibę Narodowych Malediwskich Sił Obrony. W celu załagodzenia napięć, Mohamed Nasheed zrezygnował ze stanowiska szefa państwa. Nowym prezydentem kraju został zaprzysiężony wiceprezydent Mohammed Waheed Hassan. Rządząca Malediwska Partia Demokratyczna określiła wydarzenia mianem „zamachem stanu dawnego reżimu”. Mohammed Waheed Hassan odrzucił oskarżenia o zamachu stanu i zapowiedział przestrzeganie "rządów prawa". Zadeklarował powołanie nowego rządu jedności narodowej, złożonego z przedstawicieli różnych partii politycznych i przeprowadzenie wyborów prezydenckich zgodnie z konstytucją w 2013. Tego samego dnia nakazał zwolnienie aresztowanego sędziego.
W 2013 wziął udział w wyborach prezydenckich, jednak przegrał w II turze z Abdullahem Jaminem.

## Działalność po 2013 roku
W 2019 został wybrany spikerem Madżilisu Ludowego jako kompromisowy kandydat. 6 maja 2021 roku doszło do zamachu bombowego na jego życie, kiedy ładunek pozostawiony na motocyklu zaparkowanym obok samochodu Nasheeda eksplodował. Polityk przeżył zdarzenie, choć wymagał hospitalizacji, po której powrócił do pełnienia obowiązków spikera Madżilisu.